# Leptogenys aspera
Leptogenys aspera é uma espécie de formiga do gênero Leptogenys, pertencente à subfamília Ponerinae.